# 1943年の音楽
1943年の音楽（1943ねんのおんがく）では、1943年（昭和18年）の世界の音楽分野の動向についてまとめる。

## 概要
- 1月23日-デューク・エリントン[1]のオーケストラがニューヨークのカーネギー・ホールで初めて演奏。戦争救援のために資金を集めるコンサート中に、エリントンは彼の有名な「ブラック、ブラウン、ベージュ」を初演した。
- 6月17日-ペリー・コモがRCAと契約した[2]。
- 9月 27 日– Decca Recordsは、1942年8月から音楽の使用料をめぐって、ストライキを行っていたアメリカ音楽家連盟と合意した最初のレーベルとなった。最初に録音された曲は、ビング・クロスビーとアンドリュース・シスターズの「ピストル・パッキング・ママ」。
- [10 月 30 日–アル・デクスターの「ピストル・パッキング・ママ」（「ヒルビリー」のレコード）が、全米ベストセラー小売レコード・チャートのトップに躍り出た。
- ジョー・スタッフォードとパイド・パイパーズが、キャピトル・レコードと契約した。
- ゴスペルのウォード・シンガーズがツアーをおこなった。
- カントリーのカーター・ファミリーが解散した。

## 洋楽・出版曲
- マリアーノ・モーレス「ウノ」「ブエノスアイレスの喫茶店」
- ラファエル・エルナンデス「エル・クンバンチェロ」
- ロジャース&ハマースタイン「オクラホマ!」
- アニバル・トロイロ「氷雨」
- アレクサンドル・グレチャニノフ「聖金口イオアン聖体礼儀第4番」
- ウォルター・ピストン「交響曲第2番」
- カール・オルフ「カトゥーリ・カルミナ」
- 周璇「瘋狂世界」
- ドミートリイ・ショスタコーヴィチ「交響曲第8番」
- ハワード・ハンソン「交響曲第4番」
- ヴィルヘルム・フルトヴェングラー「交響曲第1番」
- ビング・クロスビー「クリスマスを我が家で」
- ボフスラフ・マルティヌー「交響曲第2番」
- 軍歌「ソビエト陸軍の歌」
- 軍歌「ロジャー・ヤングのバラード」
- 革命歌「共産党がなければ新しい中国はない」

## 邦楽シングル
- 美ち奴「シャンラン節」
- 渡辺はま子「風は海から」「翡翠の歌」(1月発売、東宝映画『阿片戦争』挿入歌)「花白蘭」(2月発売)「夏子の歌」(10月発売、共唱：楠木繁夫)
- 小畑実・藤原亮子
- 諸井三郎「こどものための小交響曲」
- 唱歌「菊池盡忠の歌」
- 軍歌「加藤部隊歌」(加藤隼戦闘隊）
- 軍歌「若鷲の歌」

## 誕生
- 1月1日 - ドン・ノヴェロ（コメディアン・俳優・声優・歌手）
- 1月1日 - 尾崎紀世彦（歌手、+2012年・69歳没）
- 1月2日 - バルシュ・マンチョ（歌手・プロデューサー、+1999年・56歳没）
- 1月3日 - ブライアン・ホッパー（ギタリスト・サックス奏者）
- 1月3日 - 小原聖子（ギタリスト）
- 1月4日 - マイケル・トールボット（音楽学者・作曲家）
- 1月5日 - 富永ユキ（女優・歌手）
- 1月6日 - ブルーノ・カンパネッラ（指揮者）
- 1月8日 - リー・ジャクソン（ベーシスト・ボーカリスト）
- 1月9日 - スコット・ウォーカー（歌手、+2019年・76歳没）
- 1月9日 - ヨゼフ・ブルヴァ（ピアニスト、+2020年・77歳没）
- 1月14日 - マリス・ヤンソンス（指揮者、+2019年・76歳没）
- 1月15日 - 樹木希林（女優・元歌手、+2018年・75歳没）
- 1月16日 - ギャヴィン・ブライアーズ（作曲家）
- 1月16日 - ブライアン・ファーニホウ（作曲家）
- 1月17日 - ウルフ・ヘルシャー（ヴァイオリニスト）
- 1月17日 - クリス・モンテス（歌手）
- 1月17日 - ジャニス・ジョプリン（歌手、+1970年・27歳没）
- 1月17日 - ビリー・ハーパー（サックス奏者）
- 1月17日 - 宮史郎（演歌歌手、宮史郎とぴんからトリオ、+2012年・69歳没）
- 1月18日 - アル・フォスター（ジャズドラマー）
- 1月18日 - デイヴ・グリーンスレイド（キーボーディスト・オルガニスト）
- 1月21日 - スティーヴ・ポッツ（ジャズサックス奏者）
- 1月22日 - マイケル・ウルバニアク（ジャズミュージシャン）
- 1月23日 - ゲイリー・バートン（ヴィブラフォン奏者）
- 1月26日 - トム・ベル（歌手・レコードプロデューサー、+2022年・79歳没）
- 1月28日 - 拝田正機（ピアニスト）
- 1月30日 - 三條正人（歌手、鶴岡雅義と東京ロマンチカ、+2017年・74歳没）
- 2月1日 - 朝妻一郎（実業家・音楽評論家・音楽プロデューサー）
- 2月3日 - エリック・ヘイドック（ギタリスト、ホリーズ、+2019年・75歳没）
- 2月3日 - デニス・エドワーズ（ミュージシャン、テンプテーションズ、+2018年・74歳没）
- 2月9日 - バーバラ・ルイス（歌手）
- 2月11日 - コード・ガーベン（ピアニスト・指揮者）
- 2月13日 - 森本レオ（俳優・ナレーター・タレント・元歌手）
- 2月14日 - メイシオ・パーカー（ミュージシャン）
- 2月15日 - 清水章吾（俳優・元歌手）
- 2月17日 - 松本礼児（作詞家、+2011年・68歳没）
- 2月19日 - 降矢美彌子（ピアニスト・合唱指揮者、+2018年・75歳没）
- 2月21日 - デヴィッド・ゲフィン（レコード会社経営者）
- 2月21日 - フランツ・フリーデル（歌手、+2006年・63歳没）
- 2月23日 - 北大路欣也（俳優・元歌手）
- 2月25日 - ジョージ・ハリスン（、ミュージシャン、ビートルズ、+2001年・58歳没）
- 2月25日 - マリアンヌ・エメシェール（作曲家、+2009年・71歳没）
- 2月25日 - 河野ヨシユキ（歌手）
- 2月25日 - 杉谷昭子（ピアニスト、+2019年・76歳没）
- 2月26日 - デヴィッド・トーマス（バス歌手）
- 2月27日 - モートン・ローリゼン（作曲家）
- 3月1日 - 加藤茶（コメディアン、ザ・ドリフターズ）
- 3月2日 - 愛京子（女優・元歌手）
- 3月2日 - 水橋孝（ジャズベーシスト）
- 3月4日 - ルーチョ・ダッラ（歌手、+2012年・68歳没）
- 3月8日 - 篠崎功子（ヴァイオリニスト）
- 3月12日 - 林家こん平（落語家、+2020年・77歳没）
- 3月13日 - 玉木宏樹（指揮者、+2012年・68歳没）
- 3月15日 - スライ・ストーン（ミュージシャン、スライ&ザ・ファミリー・ストーン）
- 3月15日 - 荒川恒子（リコーダー奏者）
- 3月15日 - 森次晃嗣（俳優・元歌手）
- 3月17日 - ジム・ウェザリー（シンガーソングライター、+2021年・77歳没）
- 3月18日 - ウェルナー・ヒンク（ヴァイオリニスト、+2024年・81歳没）
- 3月18日 - 近藤圭子（元童謡歌手・女優）
- 3月18日 - 今井信子（ヴィオラ奏者）
- 3月18日 - 松谷翠（ピアニスト、+1994年・50歳没）
- 3月21日 - ハルトムート・ヘンヒェン（指揮者）
- 3月22日 - キース・レルフ（歌手、ヤードバーズ、+1976年・33歳没）
- 3月22日 - ジョージ・ベンソン（ジャズギタリスト・歌手）
- 3月23日 - ニルス＝アスラク・ヴァルケアパー（ミュージシャン・芸術家・詩人、+2001年・58歳没）
- 3月29日 - ヴァンゲリス（シンセサイザー奏者、+2022年・79歳没）
- 3月29日 - エリック・アイドル（コメディアン・ミュージシャン、モンティ・パイソン）
- 4月2日 - ラリー・コリエル（ギタリスト、+2017年・73歳没）
- 4月3日 - リチャード・マニュエル（ミュージシャン、ザ・バンド、+1986年・42歳没）
- 4月3日 - 延原武春（指揮者・オーボエ奏者）
- 4月5日 - セルジウ・ルカ（ヴァイオリニスト、+2010年・67歳没）
- 4月7日 - ミック・エイブラハムズ（ギタリスト、ジェスロ・タル）
- 4月13日 - ガイ・スティーヴンス（音楽プロデューサー、+1981年・38歳没）
- 4月14日 - ニコライ・ペトロフ（ピアニスト、+2011年・68歳没）
- 4月17日 - ジェイムズ・カーナウ（作曲家）
- 4月17日 - ロイ・エストラーダ（ベーシスト、リトル・フィート）
- 4月18日 - トニー・リーヴス（ベーシスト・コントラバス奏者）
- 4月20日 - ジョン・エリオット・ガーディナー（指揮者）
- 4月24日 - アレクサンドル・ヴスティン（作曲家、+2020年・76歳没）
- 4月25日 - トニー・クリスティ（歌手）
- 4月26日 - ゲイリー・ライト（ミュージシャン、+2023年・80歳没）
- 4月28日 - ジェフリー・テイト（指揮者、+2017年・74歳没）
- 4月28日 - ヨアフ・タルミ（指揮者）
- 4月30日 - ボビー・ヴィー（歌手、+2016年・73歳没）
- 4月30日 - 広瀬秀雄（ミュージシャン）
- 5月3日 - 橋幸夫（俳優・歌手）
- 5月6日 - マイク・ラトリッジ（ミュージシャン、ソフト・マシーン、+2025年・81歳没）
- 5月7日 - トム・ニューマン（音楽プロデューサー）
- 5月8日 - 朝比奈千足（指揮者・クラリネット奏者）
- 5月8日 - ポール・サミュエル＝スミス（ミュージシャン、ヤードバーズ）
- 5月14日 - ジャック・ブルース（ミュージシャン、クリーム、+2014年・71歳没）
- 5月14日 - マーク・バーガー（音響技術者）
- 5月15日 - フレディー・ペレン（指揮者・プロデューサー、+2004年・61歳没）
- 5月20日 - アル・バーノ（歌手・俳優）
- 5月21日 - ヒルトン・バレンタイン（ギタリスト、アニマルズ、+2021年・77歳没）
- 5月24日 - たかしまあきひこ（作曲家、+2016年・73歳没）
- 5月26日 - 田岡満（実業家・映画プロデューサー・歌手、+2012年・69歳没）
- 5月30日 - 本田保則（アニメーション音響監督）
- 6月 - 船山紘良（指揮者・トロンボーン奏者）
- 6月1日 - リチャード・グード（ピアニスト）
- 6月4日 - 梓みちよ（歌手・女優、+2020年・76歳没）
- 6月5日 - ビル・ホプキンス（作曲家、+1981年）
- 6月9日 - ケニー・バロン（ジャズピアニスト）
- 6月11日 - 宗倫匡（ヴァイオリニスト）
- 6月15日 - ジョニー・アリディ（歌手・俳優、+2017年・74歳没）
- 6月16日 - バーバラ・マーティン（歌手、スプリームス、+2020年・76歳没）
- 6月17日 - バリー・マニロウ（歌手）
- 6月18日 - 伊藤泰世（ホルン奏者、+2006年・63歳没）
- 6月22日 - 香山武彦（俳優・歌手、美空ひばり実妹、+1986年・42歳没）
- 6月22日 - 片桐和子（童謡歌手）
- 6月23日 - ジェームズ・レヴァイン（指揮者・ピアニスト、+2021年・77歳没）
- 6月26日 - ジョージィ・フェイム（ミュージシャン）
- 6月27日 - 斎藤寿々夢（演歌歌手・実業家・政治運動家）
- 6月29日 - リトル・エヴァ（歌手、+2003年・59歳没）
- 7月4日 - フレッド・ウェズリー（トロンボーン奏者）
- 7月5日 - ロビー・ロバートソン（ミュージシャン、ザ・バンド、+2023年・80歳没）
- 7月7日 - トト・クトゥーニョ（歌手、+2023年・80歳没）
- 7月9日 - マンフレート・アイヒャー（レコードプロデューサー）
- 7月11日 - 岩沢幸矢（歌手、ブレッド&バター）
- 7月11日 - 豊住芳三郎（ドラマー）
- 7月12日 - ウォルター・マーチ（音響技師・編集技師）
- 7月12日 - クリスティン・マクヴィー（ミュージシャン、+2022年・79歳没）
- 7月16日 - ルベン・ラダ（歌手・打楽器奏者）
- 7月16日 - 桂文枝 (6代目)（落語家・タレント・元歌手）
- 7月16日 - 石川鷹彦（ギタリスト）
- 7月19日 - 林康子（ソプラノ歌手）
- 7月23日 - トニー・ジョー・ホワイト（シンガーソングライター、+2018年・75歳没）
- 7月26日 - アンドレア・トゥルー（歌手・ポルノ女優、+2011年・68歳没）
- 7月26日 - ミック・ジャガー（ミュージシャン、ローリング・ストーンズ）
- 7月28日 - マイク・ブルームフィールド（ギタリスト・歌手、+1981年・37歳没）
- 8月1日 - 田村正和（俳優・元歌手、+2021年・77歳没）
- 8月1日 - 板倉克行（ジャズピアニスト、+2014年・70歳没）
- 8月5日 - ジェームズ・アレン・ガレス（ピアニスト・指揮者）
- 8月5日 - 金貞均（指揮者）
- 8月8日 - エスマ・レジェポヴァ（歌手、+2016年・77歳没）
- 8月10日 - ジェイムス・グリフィン（ミュージシャン、ブレッド、+2005年・61歳没）
- 8月11日 - クシシュトフ・メイエル（ピアニスト）
- 8月12日 - ゲイリー・ブレイン（指揮者、+2015年・71歳没）
- 8月13日 - エステラ・ケルセンバウム・オレフスキー（ピアニスト）
- 8月14日 - 松浦典良（音響監督、+2005年・61歳没）
- 8月15日 - ハンナ・シュヴァルツ（アルト歌手）
- 8月19日 - ビリー・J・クレイマー（歌手）
- 8月25日 - ハリー・マンフレディーニ（作曲家）
- 8月28日 - デヴィッド・ソウル（俳優・歌手、+2024年・80歳没）
- 8月29日 - エドゥ・ロボ（歌手・ギタリスト）
- 8月30日 - デイヴィッド・マスランカ（作曲家、+2017年・73歳没）
- 9月5日 - ボンガ（歌手）
- 9月6日 - ロジャー・ウォーターズ（ベーシスト、元ピンク・フロイド）
- 9月7日 - エルジュビェタ・ステファンスカ（チェンバロ奏者）
- 9月7日 - リナ・ワライティス（歌手）
- 9月10日 - ギャレット・リスト（トロンボーン奏者、+2019年・76歳没）
- 9月12日 - マリア・マルダー（歌手）
- 9月14日 - マルコス・ヴァーリ（シンガーソングライター）
- 9月15日 - 池辺晋一郎（作曲家）
- 9月16日 - フィリップ・モル（ピアニスト）
- 9月19日 - 荒木とよひさ（作詞家）
- 9月19日 - 小野寺昭（俳優・元歌手）
- 9月20日 - イェルク・ヘルヒェット（作曲家）
- 9月20日 - テッド・ニーリー（俳優・歌手）
- 9月22日 - トニー・バジル（歌手・女優）
- 9月23日 - トニー・ハイマス（キーボーディスト）
- 9月23日 - フリオ・イグレシアス（歌手）
- 9月29日 - アラン・フランシス（指揮者）
- 9月29日 - 林隆三（俳優・元歌手、+2014年・70歳没）
- 9月29日 - レツゴー長作（コメディアン、レツゴー三匹、+2018年・74歳没）
- 9月30日 - マリリン・マックー（歌手）
- 10月1日 - うつみ宮土理（タレント・女優・元歌手）
- 10月1日 - 田代美代子（歌手）
- 10月1日 - 浜田光夫（俳優・元歌手）
- 10月5日 - 今野雄二（映画・音楽評論家、+2010年・66歳没）
- 10月13日 - グラハム・シンプソン（ベーシスト、ロキシー・ミュージック、+2012年・68歳没）
- 10月16日 - 江藤勲（ベーシスト、+2015年・71歳没）
- 10月22日 - ポール・ズコフスキー（ヴァイオリニスト・指揮者、+2017年・73歳没）
- 10月23日 - 浦上靖夫（アニメーション音響監督、+2014年・71歳没）
- 10月30日 - 繁下和雄（音楽教育学者、+2024年・80歳没）
- 11月 - 塩谷靖子（ソプラノ歌手）
- 11月1日 - サルヴァトール・アダモ（歌手）
- 11月1日 - マルタ・クビショヴァー（歌手）
- 11月2日 - フェイ・ロビンソン（ソプラノ歌手）
- 11月3日 - バート・ヤンシュ（ミュージシャン、ペンタングル、+2011年・67歳没）
- 11月5日 - ソルギェルズル・インゴルフスドッティル（指揮者）
- 11月5日 - 佐藤博（フォークシンガー・俳優・放送作家）
- 11月7日 - ジョニ・ミッチェル（歌手）
- 11月8日 - 路加奈子（女優・元歌手）
- 11月9日 - ジノ・ヴィニコフ（ヴァイオリニスト）
- 11月11日 - ヨシ・ワダ（作曲家、+2021年・77歳没）
- 11月12日 - ブライアン・ハイランド（歌手）
- 11月12日 - 久保陽子（ヴァイオリニスト）
- 11月14日 - 安田南（歌手、+2009年以前没）
- 11月14日 - 四方章人（作曲家・作詞家）
- 11月16日 - ヘンリー広瀬（音楽プロデューサー）
- 11月17日 - リチャード・アンソニー・ヒューソン（音楽プロデューサー・指揮者）
- 11月19日 - ダニエル・コビアルカ（ヴァイオリニスト、+2021年・77歳没）
- 11月22日 - 尾藤イサオ（歌手・俳優）
- 11月23日 - 小室等（歌手、元六文銭）
- 11月24日 - ウラディーミル・ヴェルビツキー（指揮者）
- 11月24日 - リチャード・ティー（ミュージシャン、スタッフ、+1993年・49歳没）
- 11月25日 - 大前哲（作曲家）
- 11月28日 - ランディ・ニューマン（シンガーソングライター）
- 11月30日 - ロブ・グリル（ミュージシャン、グラス・ルーツ、+2011年・67歳没）
- 12月5日 - 下地亜記子（作詞家、+2016年・72歳没）
- 12月6日 - 星由里子（女優・元歌手、+2018年・74歳没）
- 12月8日 - ジム・モリソン（ミュージシャン、ドアーズ、+1971年・27歳没）
- 12月8日 - 古賀義弥（ギタリスト）
- 12月9日 - アントーニオ・バルボーザ（ピアニスト、+1993年・49歳没）
- 12月9日 - ヴァフタング・ジョルダニア（指揮者、+2005年・61歳没）
- 12月9日 - 山内賢（俳優・歌手、+2011年・67歳没）
- 12月10日 - ブルーノ・パスキエ（ヴィオラ奏者）
- 12月11日 - 加賀まりこ（女優・元歌手）
- 12月11日 - 前橋汀子（ヴァイオリニスト）
- 12月12日 - グローヴァー・ワシントン・ジュニア（サックス奏者、+1999年・56歳没）
- 12月12日 - ジャンニ・ルッソ（俳優・歌手）
- 12月12日 - ディッキー・ベッツ（ミュージシャン、オールマン・ブラザーズ・バンド、+2024年・80歳没）
- 12月12日 - 吉田多宏（サックス奏者、+2021年・77歳没）
- 12月14日 - ディック・ワグナー（ギタリスト、+2014年・70歳没）
- 12月15日 - ピーター・グラルニック（音楽評論家）
- 12月16日 - バーニー・グランドマン（マスタリング・エンジニア）
- 12月17日 - ロン・ギーシン（ミュージシャン）
- 12月18日 - キース・リチャーズ（ギタリスト、ローリング・ストーンズ）
- 12月18日 - ボビー・キーズ（ミュージシャン、+2014年・70歳没）
- 12月18日 - 仲野文梧（俳優・声優・作曲家・歌手）
- 12月18日 - 渡辺忠孝（音楽プロデューサー）
- 12月19日 - ムラトゥ・アスタトゥケ（ジャズミュージシャン）
- 12月21日 - アルバート・リー（ギタリスト）
- 12月21日 - ウォルター"ウルフマン"ワシントン（ギタリスト・歌手、+2022年・79歳没）
- 12月23日 - 丸山雅仁（作曲家、+2020年・76歳没）
- 12月25日 - ジャッキー・マクシー（歌手、ペンタングル）
- 12月25日 - ハンナ・シグラ（女優・シャンソン歌手）
- 12月27日 - 加藤登紀子（シンガーソングライター）
- 12月29日 - バーバラ・アルストン（歌手、クリスタルズ、+2018年・74歳没）
- 12月31日 - ジョン・デンバー（歌手、+1997年・53歳没）

月日不明
- 海勢頭豊（シンガーソングライター）
- 大木英夫（歌手、+2010年・66歳没）
- 帰山栄治（作曲家、+2022年・79歳没）
- ゲイル・モラン（キーボーディスト、マハヴィシュヌ・オーケストラ）
- 鯉沼廣行（横笛奏者）
- ジョセフ・シュワントナー（作曲家）
- 竹澤嘉明（声楽家）
- 田中誠一（太鼓奏者）
- ディーター・クライトラー（指揮者）
- 丸山忠璋（音楽教育学者）
- ヤン・ホラーク（ピアニスト、+2009年・65歳没）
- ララージ（マルチ楽器奏者）
- ロバート・フリッツ（著作家・経営コンサルタント・作曲家）
- 若谷和子（詩人・童謡作詞家・童話作家・翻訳家）
- カーリー・ムーア（R&Bシンガー・ソングライター +1985年・42歳没）

## 死去
- 3月28日 - セルゲイ・ラフマニノフ、作曲家・ピアニスト（* 1873年）
- 4月29日 - リカルド・ビニェス、ピアニスト（* 1876年）
- 4月29日 - ジョゼフ・アクロン、作曲家・ヴァイオリニスト（* 1886年）
- 10月19日 - 犬童球渓、詩人・作詞家（* 1879年）
- 12月15日 - ファッツ・ウォーラー、ジャズ歌手・ピアニスト（* 1904年）